# Liste der Lieder von Brandy
Diese Liste umfasst sämtliche offiziell veröffentlichten Lieder von Brandy.

## Veröffentlichte Lieder

### 0–9
- „1st & Love“ – Human (2008)

### A
- „A Cappella (Something's Missing)“ – Human (2008)
- „A Family Business“ (with Ray J, Willie & Sonja Norwood) – A Family Business (2011)
- „A Love Shared“ (Willie Norwood featuring Brandy & Kirk Whalum)  – Bout It (2001)
- „A Lovely Night“ (mit Bernadette Peters & Veanne Cox) – Cinderella-Soundtrack (1997)
- „Afrodisiac“ – Afrodisiac (2004)
- „All in Me“ – Full Moon (2002)
- „Almost Doesn’t Count“ – Never Say Never (1998)
- „Always on My Mind“ – Brandy (1994)
- „Angel in Disguise“ – Never Say Never (1998)
- „Another Day in Paradise“ (with Ray J) – Urban Renewal (2001)
- „Anybody“ – Full Moon (2002)
- „Apart“ – Full Moon (2002)
- „As Long As You're Here“ – Brandy (1994)

### B
- „B-Rocka Intro“ – Full Moon (2002)
- „Baby“ – Brandy (1994)
- „Best Friend“ – Brandy (1994)
- „Bring Me Down“ (Kanye West featuring Brandy) – Late Registration (2005)
- „Brokenhearted“ – Brandy (1994)
- „Bridge to Love“ (Ginuwine featuring Brandy) – A Man's Thoughts (2009)

### C
- „Camouflage“ – Human (2008)
- „Can We“ – Full Moon (2002)
- „Come a Little Bit Closer“ – Full Moon (2002)
- „Come As You Are“ – Afrodisiac (2004)

### D
- „Dance with Us“ (mit Diddy & Bow Wow) – Die Abenteuer der Familie Stachelbeere-Soundtrack (2003)
- „Die Without You“ (featuring Ray J) – Full Moon [Bonustrack] (2002)
- „Dig This“ – Meet the Browns-Soundtrack (2008)
- „Do I Love You Because You're Beautiful?“ (mit Paolo Montalban) – Cinderella-Soundtrack (1997)

### E
- „(Everything I Do) I Do It for You“ – Never Say Never (1998)

### F
- „Fall“ – Human (2008)
- „Falling in Love with Love“ (mit Paolo Montalban) – Cinderella-Soundtrack (1997)
- „Full Moon“ – Full Moon (2002)
- „Finally“ – Afrodisiac (2004)
- „Focus“ – Afrodisiac (2004)
- „Formal Invite“ (Knockout Remix) (Ray J featuring Shorty Mack & Brandy) – „Formal Invite“ CD-Single (2002)

### G
- „Give Me You“ – Brandy (1994)
- „Gonna Find My Love“ – Human [Bonustrack] (2008)

### H
- „Happy“ – Never Say Never (1998)
- „Have You Ever?“ – Never Say Never (1998)
- „He Is“ – Full Moon (2002)
- „How I Feel“ – Afrodisiac (2004)
- „Human“ – Human (2008)
- „Human Intro“ – Human (2008)

### I
- „I'm Yours“ – Brandy (1994)
- „I Dedicate (Part I)“ – Brandy (1994)
- „I Dedicate (Part II)“ – Brandy (1994)
- „I Dedicate (Part III)“ – Brandy (1994)
- „I Don’t Care“ – A Family Business (2011)
- „I Thought“ – Full Moon (2002)
- „I Tried“ – Afrodisiac (2004)
- „I Wanna Be Down“ – Brandy (1994)
- „I Wanna Fall in Love“ – Full Moon (2002)
- „Impossible“ (mit  Whitney Houston) – Cinderella-Soundtrack (1997)
- „In My Own Little Corner“ – Cinderella-Soundtrack (1997)
- „In the Car“ (Interlude) – Never Say Never (1998)
- „Intro“ – Never Say Never (1998)
- „It's Not Worth It“ – Full Moon (2002)
- „It's Possible“ – Cinderella-Soundtrack (1997)

### J
- „Jook Joint Intro“ (Quincy Jones with Brandy & others) – Q's Jook Joint (1995)

### K
—

### L
- „Learn the Hard Way“ – Never Say Never (1998)
- „Lifeguard“ – A Family Business (2011)
- „Like It Was Yesterday“ – Afrodisiac [Bonustrack] (2004)
- „Like This“ – Full Moon (2002)
- „Locket (Locked in Love)“ – Human [Bonustrack] (2008)
- „Long Distance“ – Human (2008)
- „Long Distance Interlude“ – Human (2008)
- „Love Is All That Matters“ (mit Diana Ross) – Double Platinum – Doppel Platin!-Soundtrack (1999)
- „Love Is on My Side“ – Brandy (1994)
- „Love Wouldn't Count Me Out“ – Full Moon (2002)

### M
- „Meet Me in the Middle“ (Timbaland featuring Brand'Nu) – Timbaland Presents Shock Value 2 (2009)
- „Missing You“ (with Tamia, Chaka Khan & Gladys Knight) – Set It Off-Soundtrack (1996)
- „Movin' on“ – Brandy (1994)

### N
- „N 2 da Music“ (Timbaland & Magoo featuring Brandy) – Under Construction, Part II (2003)
- „Necessary“ – Afrodisiac (2004)
- „Never Say Never“ – Never Say Never (1998)
- „Nodding Off“ – Afrodisiac [Bonustrack] (2004)
- „Nothing“ – Full Moon (2002)

### O
- „One Voice“ – Never Say Never (1998)
- „Open“ – Osmosis Jones-Soundtrack (2001)

### P
- „Piano Man“ – Human (2008)
- „Please Come to Boston“ (Babyface featuring Brandy) – Playlist (2007)
- „Put That on Everything“ – Never Say Never (1998)

### Q
- „Quickly“ (John Legend featuring Brandy) – Evolver (2008)

### R
- „Right Here (Departed)“ – Human (2008)
- „Rock with You“ (Quincy Jones mit Brandy & Heavy D) – Q's Jook Joint (1995)

### S
- „Sadiddy“ – Afrodisiac (2004)
- „Say You Will“ – Afrodisiac (2004)
- „Shattered Heart“ – Human (2008)
- „Should I Go“ – Afrodisiac (2004)
- „Sirens“ – Afrodisiac [Bonustrack] (2004)
- „Sittin' up in My Room“ – Warten auf Mr. Right-Soundtrack (1995)
- „Something about You“ (Carl Thomas featuring Brandy) – So Much Better (2007)
- „Special“ (Snoop Dogg featuring Brandy & Pharrell Williams) – Malice n Wonderland (2009)
- „Stuff like That“ (Quincy Jones with Brandy & others) – Q's Jook Joint (1995)
- „Sunny Day“ – Brandy (1994)
- „Symphony“ (Timbaland featuring Brand'Nu & Attitude) – Timbaland Presents Shock Value 2 (2009)

### T
- „Talk About Our Love“ (featuring Kanye West) – Afrodisiac (2004)
- „Talk to Me“ (mit Ray J & Willie Norwood) – A Family Business (2011)
- „Ten Minutes Ago“ (mit Paolo Montalban) – Cinderella-Soundtrack (1997)
- „Thank You“ (Ray J featuring Brandy) – Everything You Want (1997)
- „The Boy Is Mine“ (mit Monica) – Never Say Never (1998)
- „The Definition“ – Human (2008)
- „The Sweetest Sound“ (mit Paolo Montalban) – Cinderella-Soundtrack (1997)
- „Thought You Said“ (Diddy featuring Brandy) – Press Play (2006)
- „Tomorrow“ – Never Say Never (1998)
- „Top of the World“ – Never Say Never (1998)
- „Torn Down“ – Human (2008)
- „True“ – Human (2008)
- „Truthfully“ – Never Say Never (1998)
- „Turn It Up“ – Afrodisiac (2004)

### U
- „U Don’t Know Me (Like U Used To)“ – Never Say Never (1998)

### V
—

### W
- „Wake Up Everybody“ (mit verschiedenen Künstlern) – Wake Up Everybody (2004)
- „War Is Over“ (Ray-J featuring Brandy) – Raydiation (2005)
- „Warm It Up (with Love)“ – Human (2008)
- „What About Us?“ – Full Moon (2002)
- „We Are The World 25“ (mit verschiedenen Künstlern) – We Are The World 25 for Haiti (2010)
- „When You Touch Me“ – Full Moon (2002)
- „Where Are You Now?“ – Batman Forever soundtrack (1995)
- „Where You Wanna Be“ (featuring T.I.) – Afrodisiac (2004)
- „Who I Am“ – Afrodisiac (2004)
- „Who Is She 2 U“ – Afrodisiac (2004)
- „WOW“ – Full Moon (2002)

### X
—

### Y
—

### Z
—